# Blue Sheep Dream
Blue Sheep Dream (japanisch 青い羊の夢 Aoi Hitsuji no Yume) ist eine Manga-Serie der japanischen Zeichnerin Makoto Tateno aus den Jahren 1999 bis 2015. Die Reihe, die in das Genre Boys Love einzuordnen ist, erhielt einen Ableger mit dem Titel Steal Moon. Sie wurde in mehrere Sprachen übersetzt, darunter auch Deutsch. Die Geschichten spielen in einer dystopischen Science-Fiction-Welt, in der die Städte sich selbst überlassen und nur selten von übergeordneten Behörden kontrolliert werden. So herrschen in ihnen Banden oder große Unternehmen, die alle Macht an sich gerissen haben.

## Inhalt

### Blue Sheep Dream
Der junge Kai Koda kommt in die Stadt des Sonnenaufgangs, um den Mörder seiner Geliebten Maria ausfindig zu machen. Die Stadt wird von den Konzernen Saruto und Maina beherrscht, die sich wie Banden bekriegen. Kai heuert als Leibwächter von Ratri Vara an, einem hohen Tier bei Saruto, um an Informationen zu kommen. Auch wenn Kais Kampfkünste ihn noch nicht ganz überzeugen, hat der homosexuelle Ratri Gefallen an dem jungen Kämpfer gefunden. Doch Ratri scheint den gleichen Ring wie Maria zu tragen und als Kai ihn schließlich damit konfrontiert, verliert er Ratris Vertrauen. Denn es ist ein nur ähnlicher Ring, doch Kai hätte Ratri wohl umgebracht, wäre er der Mörder von Maria gewesen. Nun will Kai das Vertrauen des anderen zurückgewinnen, denn er hat sein Herz an ihn verloren. Dann gerät er eines Tages in den Kampf mit der Killerin Coldblood Bihan, die sich als Maria herausstellt. Sie hatte Kai manipuliert und ihren Tod vorgetäuscht. Zudem ist sie Ratris Schwester – beide lieben sich und wollen sich doch gegenseitig umbringen. Kai geht zwischen sie und muss nun die neuen Erkenntnisse verarbeiten. Außerdem erhielt er Bihans Ring. Mit ihm wird Kai einer der vier Heiligen von Saruto.
Für seine neue Aufgabe und als Angehöriger von Saruto soll Kai im Kampf ausgebildet werden und Ratri nimmt ihn unter seine Fittiche. Dennoch bleibt er weiter distanziert, gibt Kai mal Zuneigung und geht dann wieder auf Abstand. Als das Mädchen Saya, eine alte Bekannte Kais, auftaucht, versucht Maina mit ihr Kai von Saruto zu trennen und Ratri unter ihre Kontrolle zu bekommen. Doch Kais Liebe zu Ratri ist stärker als Sayas Flehen, er möge wieder der friedliche, gewaltfreie Kai von früher werden. Als kurz darauf der Boss von Saruto stirbt, droh ein Machtkampf zwischen Ratri und Narada Kagura, dem Sohn des alten Bosses. Ihre Anhänger gehen aufeinander los und es gibt Anschläge. Narada scheint sogar Kai abwerben und umgarnen zu wollen. Doch schließlich halten die beiden jungen Männer zusammen und decken auf, dass der Ältestenrat von Saruto dahinter steckt, der beide ausbooten wollte. Wie von beiden vorher bereits besprochen wird Ratri der neue Boss und geht in die Stadt des Abendlichts, die er führen soll. Kurz darauf wird der Ältestenrat ermordet aufgefunden. Der Verdacht fällt auf Ratri, doch der vermutet Bihan. Mit den vier Heiligen, bei denen nun auch Kai aufgenommen wurde, will er ermitteln. Doch Kai gerät in einen Kampf mit Bihan, die ihn entführt, sodass er von Ratri gerettet werden muss. Schließlich kommt heraus, dass der Rat sich gegenseitig umbrachte, bis Bihan dann den letzten getötet hat.
Gerade als Kai sich bei Saruto mit seinen Kampfkünsten Respekt erworben und seine Beziehung zu Ratri enger geworden ist, werden sie aus der Stadt High Noon kontaktiert. Daraufhin trickst Ratri Kai aus und liefert ihm dem Chef des dortigen Konzerns Emperor aus. Der will sich für seinen Bruder rächen, den Kai einst getötet hat. Kai lässt aus Liebe zu Ratri alles mit sich geschehen, bis der einen Putsch in High Noon anzettelt und seinen Untergebenen befreit. Einige Zeit darauf kehrt Saria zu Ratri zurück, ein Prostituierter, der in ihn verliebt ist. Er wurde einmal als Pfand an Kais Stelle an die übergeordneten Bundesorgane ausgeliefert. Dort diente er als Prostituierter im Bundesgefängnis. Nun will er Ratri für sich allein haben und Kai verdrängen. Ihm bietet er einen Schlüssel zum Gefängnis, in dem Bihan einsitzt, um sie zu befreien. Kai geht darauf ein, zerstreitet sich mit Ratri, um seinen Schwur auf ihn zu lösen, und macht sich auf die Reise, um schließlich erfolgreich Bihan zu befreien und mit ihr zu fliehen. Saria will währenddessen die Mitglieder von Saruto verraten. Ihm wurde von den Bundesorganen Aufenthalt in einer besseren Stadt gemeinsam mit Ratri versprochen. Der erwischt ihn, stellt ihn zur Rede und erfährt so von Kais Reise zur Rettung Bihans. Saria wird daraufhin von ihm verstoßen.

### Steal Moon
Der Straßenkämpfer Nozomi hat noch keinen Kampf verloren, bis er auf Coyote trifft. Mit ihm wettet er um seine Freiheit und verliert – woraufhin der ihn an die Firma Digital Angels verkauft. Die lässt ihn in einem Raum ständig mit Kameras überwachen und über das Internet Voyeure zuschauen. Nozomi kann sich freikaufen, wenn er genug Klicks generiert, weigert sich aber, sich derart zur Schau zu stellen. Schließlich werden die beiden Kinder Soma und Gyokuto mit in sein Zimmer gesteckt, die bereits Erfahrung in der Firma haben und ihm auf die Sprünge helfen sollen. Dann kommt sogar Coyote hinzu und bringt ihn in einen abgeschirmten Raum. Dort verrät er, worum es eigentlich geht: Die Stadt wird vom Mond aus überwacht und sie sind Teil eines Widerstands, der die Überwachung beenden soll. Dafür müssen sie den Computer Selene knacken. Bei den gemeinsamen Kämpfen und dem Vortäuschen bei Digital Angels kommen sich Nozomi und Coyote immer näher.

## Veröffentlichung
Die ersten drei Kapitel der Serie erschienen von Juni 1999 bis Oktober 1999 im Magazin Betsuhana beim Verlag Hakusensha. Sie wurden später in einem Sammelband veröffentlicht. Ab September 2005 wurde die Serie dann erneut im Magazin Karen bei Nihonbungeisha, wo im Juli 2006 dann auch der Ableger Steal Moon herausgebracht wurde. Diese Nebengeschichte endete 2007 und wurde danach in zwei Sammelbänden herausgegeben. Die Hauptserie lief bis Juli 2015 und kam gesammelt in neun Bänden heraus.
Eine deutsche Übersetzung, von Costa Caspary, als Blue Sheep Dream erschien von Oktober 2009 bis Juli 2016 mit allen neun Bänden bei Egmont Manga. Auf Englisch erschien die Serie als Blue Sheep Reverie bei Digital Manga Publishing und auf Chinesisch bei Daran Culture Enterprise und erneut bei Ever Glory Publishing. Steal Moon wurde von Egmont im Februar und April 2010 herausgebracht. Auch hiervon erschienen Übersetzungen bei den gleichen Verlagen auf Englisch und Chinesisch sowie eine französische Fassung bei Taifu Comics.